# La forma de hacer la guerra de Genghis Khan
 La forma de hacer la guerra de Genghis Khan  es el decimotercer capítulo de la quinta temporada de la serie dramática El ala oeste.

## Argumento
El presidente Bartlet intenta averiguar qué nuevo país tiene ahora la bomba atómica, después de la detección por la CIA, en el océano Índico, de una explosión nuclear. Aunque se sospecha también de Corea del Norte, todos los indicios apuntan a Irán, por lo que el presidente ordena al jefe de Estado Mayor, el general Nicholas Alexander (interpretado por Terry O'Quinn) los preparativos para un ataque aéreo de las plantas de enriquecimiento de Uranio que posee el país árabe. Además, se reúne con el embajador iraní, quien le comunica que el Ayatolá aborrece el uso de armas nucleares.
Josh por su parte, se reúne con un grupo de científicos de la NASA, quienes intentan en vano, explicarle sus proyectos para un futuro a medio plazo. El asesor de la Casa Blanca los despacha en poco tiempo, cansado de que la Agencia aparezca en las noticias por sus meteduras de pata. Además se siente apoyado por Leo, quien se siente estafado: después de 30 años de la llegada a la Luna, apenas han avanzado. Poco después, queda para cenar con la investigadora Alex Moreau (interpretada por Christina Chang) que aprovecha para enseñarle las estrellas y explicarle el coste de un viaje a Marte: 40 000 millones de dólares. Josh, poco a poco, va cambiando de opinión sobre el programa espacial.
C.J. está muy molesta por culpa de un presentador de televisión, el conservador Taylor Reid (interpretado por Jay Mohr), que la ataca continuamente en su programa, llamándola gallina: le ha nombrado “Chicken of the Week", y le reta a participar en su programa. Además, Will revela al vicepresidente que es considerado un bufón en la Casa Blanca. Toby no lo toma en serio: le da un memorándum político extremadamente aburrido. Y el mismo presidente Bartlet se olvida de él cuando se reúne con el gabinete de seguridad para tratar el problema de la bomba nuclear. 
Sin embargo, será el vicepresidente Russel quien evitará el bombardeo de Irán con una genial idea: la prueba la ha realizado Israel. Conoce los deseos de este país de crear proyectiles atómicos a bordo de submarinos y así lo expresa en la reunión previa al bombardeo. Finalmente, el primer ministro israelí Eli Zahavy (interpretado por Armin Mueller-Stahl) confirma la noticia en el Despacho Oval. Su país se siente permanentemente amenazado por el mundo árabe.

## Curiosidades
- El título del episodio tiene su origen en un dicho explicado por el Presidente al primer ministro de Israel. Se dice que Genghis Khan no vencía a sus enemigos. Simplemente los aniquilaba, al igual que sus ciudades y su pueblo. Algo parecido al poder terrorífico de la Bomba atómica.[1]

## Enlaces
- Enlace al Imdb (enlace roto disponible en Internet Archive; véase el historial, la primera versión y la última).
- Guía del Episodio (en inglés)